# Bef (kleding)

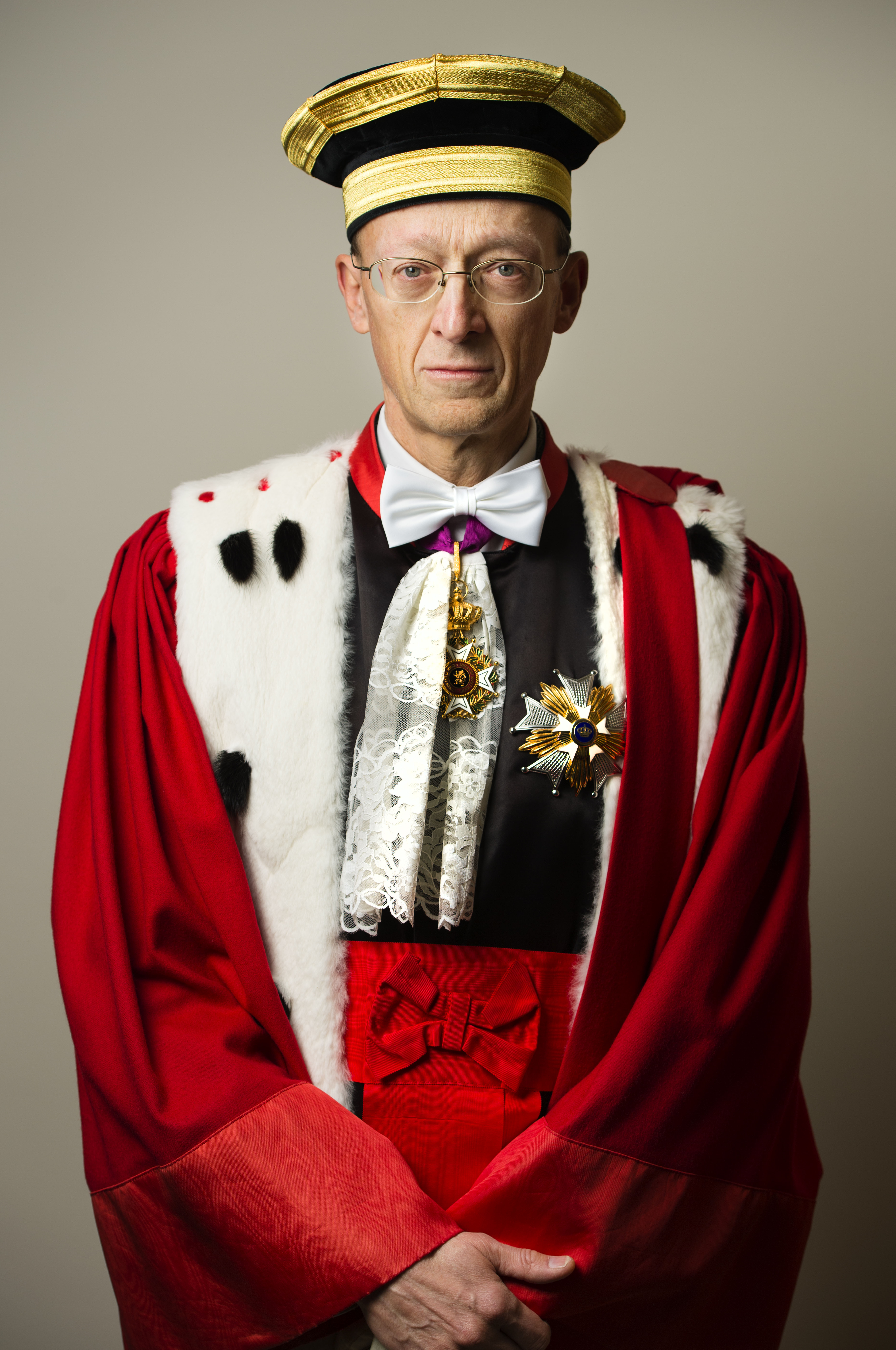
Ridder Jean de Codt met een kanten bef, onder zijn strik.

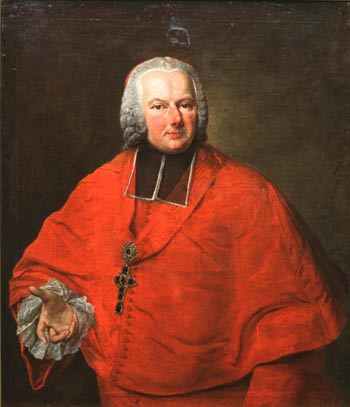
Franz Christoph von Hutten, Fürst-Aartsbisschop

Een bef (van het Frans bavette = morsslab) is een ornament van de beroepskledij, dat gedragen wordt door de magistratuur, de advocatuur en de clerus. Het gaat hier om een platte kraag, reeds in de 17e eeuw bekend. Deze werd vanaf ca. 1660 en gedurende de gehele 18e eeuw gedragen. Een wit gesteven, plat linnen stuk (soms met plooien) onder de kin gedragen en om de hals met bandjes vastgeknoopt. In latere tijden werd de bef gebruikt door predikanten, rechters, advocaten, professoren et cetera.

## Magistratuur
Dit witte doekje wordt met een wit strikje of knoopje vastgemaakt aan de toog. Dit gebruik is overgebleven van de herenmode uit het ancien régime. Heren droegen een das die rondom de hals werd geknoopt en afgezet met kloskant. Hoge edelen droegen een das (cravatte) met naaldkant, bij voorkeur Venetiaanse naaldkant. Na de Franse Revolutie verdween deze das uit de herenmode evenals de fijne kant.
Tegenwoordig is deze dasvorm enkel nog te vinden bij leden van een zittend gerechtshof. Hoge magistraten dragen een bef versierd met imitatiekant. Voor advocaten wordt dit stuk stof eenvoudig geplisseerd. Het befje kan ook met klittenband aan de toga worden vastgemaakt. In Nederland is nog maar één fabrikant van plissé en advocatenplissé, in Breda. Er zijn nog wel diverse togamakers in het land die de befjes leveren.

## Priesters en dominees
De bef voor clerici ontstond rond 1620 en werd algemeen tot in het midden van de 20e eeuw gedragen. Daarna werd hij in de Katholieke Kerk doorgaans vervangen door een Romeinse boord. Seminaristen kregen een rabat ceremonieel samen met de toga. De Broeders van de Christelijke Scholen dragen nog steeds een witte bef. In Vlaanderen wordt deze kraag een rabat genoemd. Bij de geestelijkheid kan de bef uit witte of zwarte stof bestaan.